# Hidrobatos macrodactylus
El paíño de Guadalupe (Hidrobatos macrodactylus, anteriormente Oceanodroma macrodactyla) es una especie extinta de ave procelariforme de la familia Hydrobatidae endémica de la región del Pacífico cercana a la península de California. La especie fue abundante, pero desde 1912 no se ha avistado ningún ejemplar. La IUCN establece su estado de conservación como «especie en peligro crítico de extinción» (probablemente extinta).

## Descripción y ecología

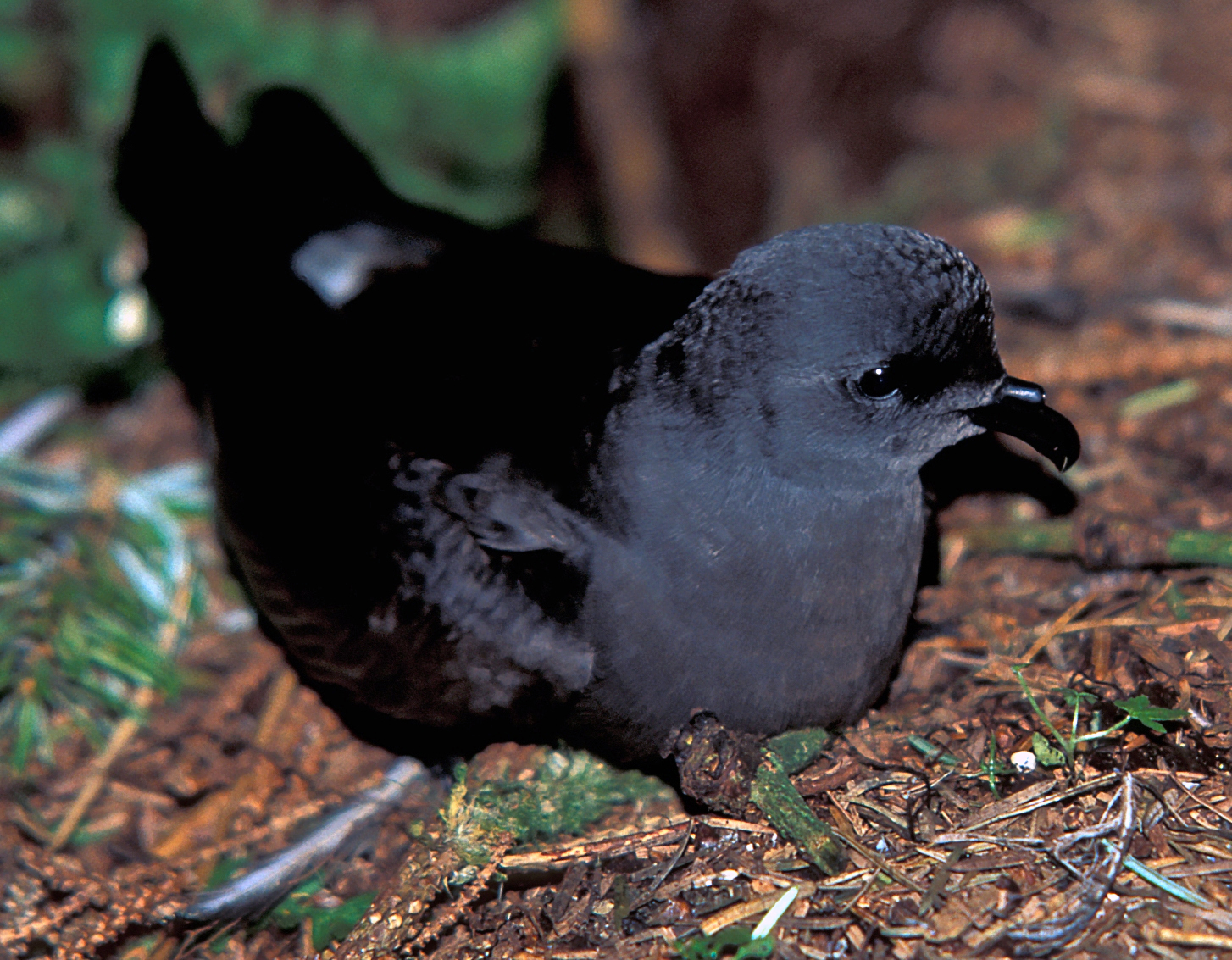
El paíño de Guadalupe posado tiene un aspecto idéntico al paíño boreal de esta foto.

Esta especie es casi indistinguible de su pariente el paíño boreal. En el terreno no se pueden distinguir aparte de por sus ritmos circadianos. Cuando se los atrapa el petrel de Guadalupe resulta ser ligeramente más grande y tiene las coberteras de la parte inferior de las alas más claras.
Cría solo en la isla Guadalupe situada junto a las costas de la península de California (México), y se extiende presumiblemente por la región circundante. Su época de cría se sitúa entre las de las subespecies locales del paíño boreal, Oceanodroma leucorhoa cheimomnestes que cría en invierno y O. l. socorroensis que cría en verano, de acuerdo con la ley de Gause.
Pone un solo huevo blanco salpicado de motas pardo rojizas y violáceas alrededor de su extremo romo, en una madriguera de unos 35–40 cm de profundidad, ubicadas en los bosques nubosos mixtos de Pinus radiata var. binata) y Quercus tomentella de la cima del monte Augusta. A mediados de junio casi todos los juveniles han dejado las madrigueras. Aunque hay pocos datos sobre su reproducción, la incubación probablemente dura 42 días, como sus parientes del mismo tamaño. El tiempo de desarrollo de los polluelos duraría entre 60 y 75(−85?) días, más probablemente alrededor de 65 días. Esto indica que la puesta tendría lugar desde inicios de febrero hasta marzo, y que entre abril y mayo la mayoría de las madrigueras tienen polluelos. Como sus parientes los huevos son incubados por los dos miembros de la pareja, que se turnan para ir a alimentarse y los polluelos son solo alimentados de noche.
Se han detectado tres especies de piojos parásitos del paíño de Guadalupe: los menoponidos Longimenopon dominicanum y Austromenopon oceanodromae, y el ischnócero Halipeurus raphanus. El segundo está presente también en algunos otros paíños, y el tercero solo se encuentra también en el  paíño ceniciento. En cambio no se ha detectado la presencia de L. dominicanum  en otras aves este podría ser un caso de coextinción.

## Desaparición
La introducción de gatos en la isla diezmó la población a finales del siglo XIX. A finales de la temporada de cría de 1906 todavía la especie era considerada abundante en la isla, aunque por supuesto las «grandes cantidades» de aves presentes eran la población total de la especie, y todavía no se sabía.

La mortalidad entre estas aves por la depredación de los gatos que infectan la isla es horrorosa - hay diseminadas en todas partes alas y plumas alrededor de las madrigueras de toda la cima de los pinos.

Los dos últimos especímenes se supone que se recolectaron entre el 2 y el 5 de mayo de 1911, y el último registro de cría data de 1912. La especie no ha sido observada desde entonces. Allí solo quedan madrigueras abandonadas y restos de los paíños muertos a causa de los gatos. Sin embargo, el petrel de Guadalupe no se puede distinguir en el terreno del O. leucorhoa con el que coincide, y los censos en Guadalupe invariablemente se han realizado fuera de la estación de cría de O. macrodactyla, y se han centrado en el estudio de los paíños boreales locales. Por ello quedaba alguna esperanza de que la especie sobreviviera, en otras palabras la extinción no se había confirmado definitivamente.

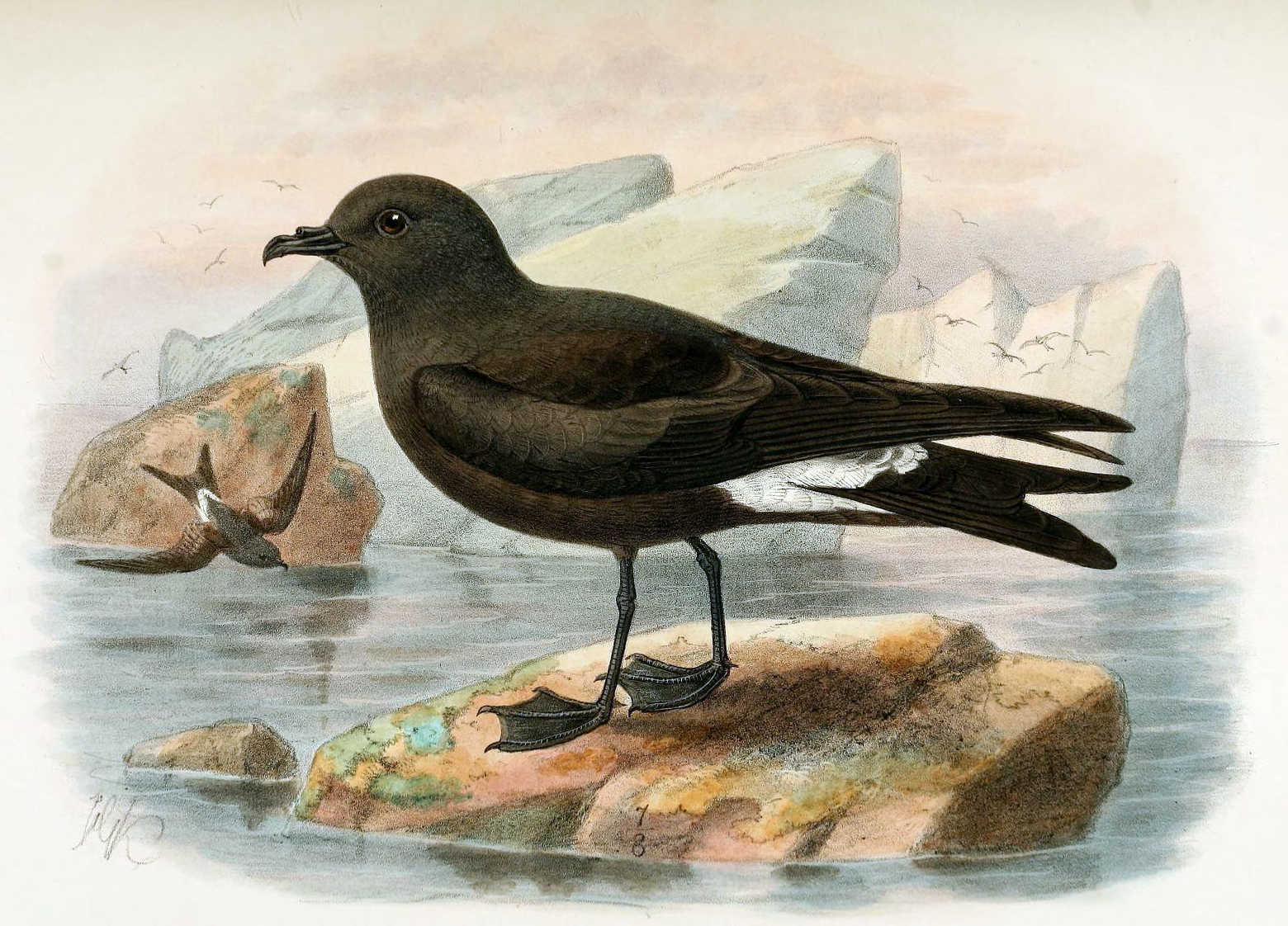
Ilustración de 1907.

Finalmente entre el 4 y el 10 de junio de 2000, se realizó un censo en los cuarteles de reproducción del paíño de Guadalupe en la época correcta. Si la especie aún sobrevivía, no solo habría ejemplares inmaduros recién salidos de los nidos, además aparecerían todos los signos de que la época de cría acababa de terminar, como cáscaras de huevos y madrigueras renovadas manteniendo el olor almizclado de estas aves. Al finalizar el censo el investigador jefe de la expedición, Exequiel Ezcurra del Museo de Historia Natural de San Diego comunicó:

Hemos buscado minuciosamente al paíño de Guadalupe, y no hemos conseguido encontrarlo. Tristemente ahora estamos más preparados para admitir que la especie de hecho está extinta. Nunca desde los años 1920 se ha dedicado tanto esfuerzo a esta especie. En diferentes momentos 10 investigadores han buscado a esta esquiva especie. Simplemente no esta ahí.

La clasificación oficial de la UICN todavía no se ha actualizado. En cualquier caso el principio de precaución indicaría la necesidad de algunos censos consecutivos más, ahora que el ecosistema de Guadalupe está en proceso de restauración.